# Luis de oro

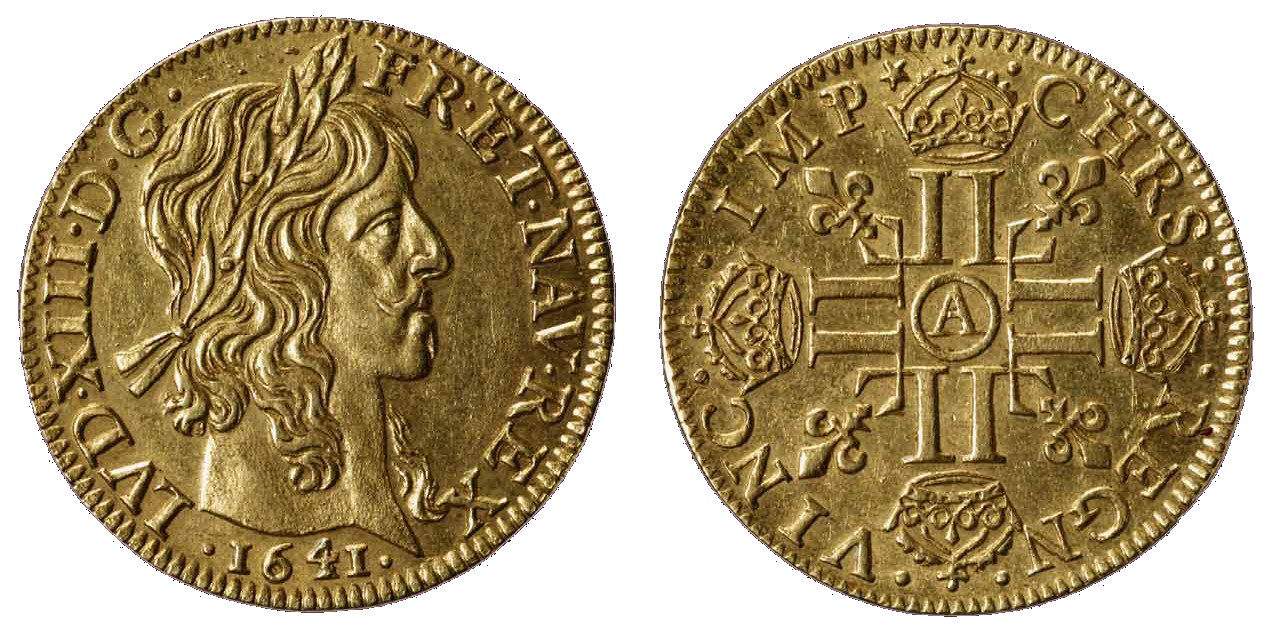
Luis de oro de 1641.

El luis de oro (en francés, louis d'or) es un tipo de moneda de oro emitida en Francia a partir del reinado de Luis XIII en 1640 hasta 1792, durante la Revolución francesa, aunque hubo después una acuñación limitada bajo Luis XVIII. Su nombre deriva de la aparición del retrato del rey Luis XIII en el anverso de la moneda, costumbre que siguieron todos sus sucesores en el trono de Francia.
El objetivo de Luis XIII era establecer una moneda de oro que sustituyese al antiguo franco, que era la moneda en circulación desde mediados del siglo XIV, impuesto en el reinado de Juan II de Francia, y aprovechando que las técnicas de acuñación se habían mecanizado desde inicios del siglo XVII para dar lugar al uso de cecas basadas en cuños de rodillo, que hacían anticuada la acuñación a martillo.
El modelo de moneda utilizado por Luis XIII colocaba el retrato del rey en el anverso rodeado de la leyenda en latín «LVD XIII DG – FR ET NAV REX» (LVDOVICVS XIII DEI GRATIA FRANCIAE ET NAVARRAE REX, «Luis XIII por la gracia de Dios rey de Francia y de Navarra»), y en el reverso el monograma del monarca, teniendo la moneda un peso bruto de 6.75 gramos. Este diseño fue seguido por su sucesor Luis XIV; posteriormente bajo el reinado de Luis XV se conservó el mismo diseño pero el peso de la moneda aumentaría a 8.16 gramos, Luis XVI seguiría los modelos de sus predecesores pero redujo el peso a 3.05 gramos.
Después de estallar la Revolución francesa y morir decapitado Luis XVI, el luis de oro dejó de acuñarse, y durante los periodos republicano y napoleónico la moneda de oro circulante en Francia fue el franco, y luego el napoleón de oro con el mismo valor. Durante la Restauración borbónica de 1815 el franco siguió siendo la moneda oficial de Francia aunque hubo una limitada acuñación de luises de oro bajo el reinado de Luis XVIII, con un valor facial de 20 francos. Tras la muerte de este monarca, el luis de oro dejó de emitirse definitivamente.